# Braziliaans Formule 3-kampioenschap
Het Braziliaanse Formule 3-kampioenschap is het nationale Formule 3-kampioenschap van Brazilië.
Het kampioenschap werd voor het eerst gehouden in 1989, maar werd in 1995 opgeheven. Vanaf 2014 wordt het kampioenschap weer gehouden als vervanger van het Zuid-Amerikaanse Formule 3-kampioenschap.

## Kampioenen
| Seizoen                            | Coureur              | Team                   | Auto                | "Light" klasse   |
| ---------------------------------- | -------------------- | ---------------------- | ------------------- | ---------------- |
| 1989                               | Christian Fittipaldi | Fittipaldi Competicion | Reynard-Alfa Romeo  | Niet gehouden    |
| 1990                               | Oswaldo Negri jr.    | Daccar                 | Ralt-Volkswagen     | Niet gehouden    |
| 1991                               | Marcos Gueiros       | Cesário Fórmula        | Ralt-Mugen-Honda    | Niet gehouden    |
| 1992                               | Marcos Gueiros       | Cesário Fórmula        | Ralt-Mugen-Honda    | Niet gehouden    |
| 1993                               | Fernando Croceri     | Cesário Fórmula        | Ralt-Mugen-Honda    | Niet gehouden    |
| 1994                               | Cristiano da Matta   | Cesário Fórmula        | Dallara-Mugen-Honda | Niet gehouden    |
| 1995                               | Ricardo Zonta        | Cesário Fórmula        | Dallara-Mugen-Honda | Niet gehouden    |
| Tussen 1996 en 2013 niet gehouden. |                      |                        |                     |                  |
| 2014                               | Pedro Piquet         | Cesário F3             | Dallara-Berta       | Vitor Baptista   |
| 2015                               | Pedro Piquet         | Cesário F3             | Dallara-Berta       | Guilherme Samaia |
| 2016                               | Matheus Iorio        | Cesário F3             | Dallara-Berta       | Pedro Caland     |
| 2017                               | Guilherme Samaia     | Cesário F3             | Dallara-Berta       | Igor Fraga       |